# Locomotora n.º 11 "Yatay"

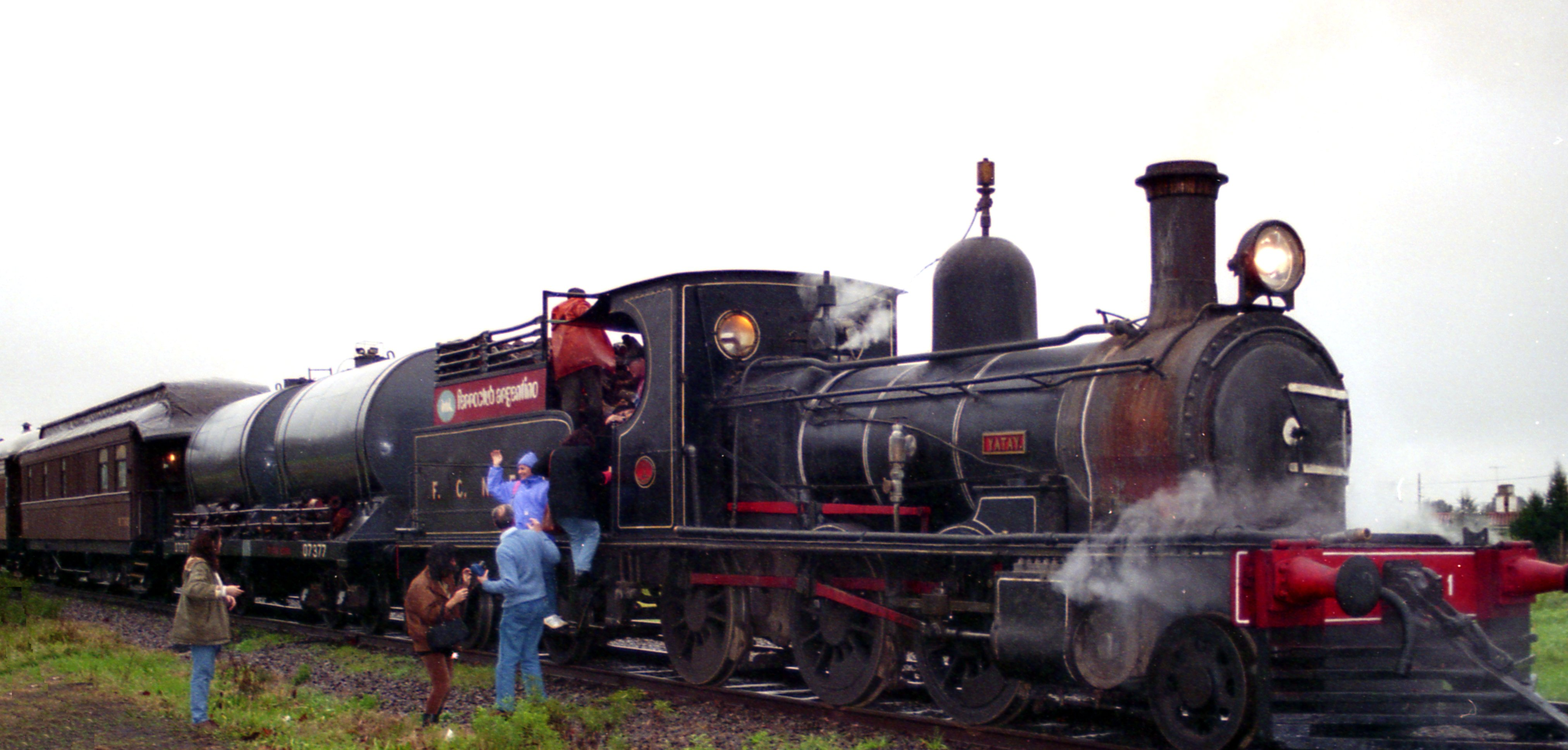
Locomotora a vapor de la empresa Neilson

La Locomotora a Vapor marca Neilson N°11 "Yatay" forma parte del patrimonio histórico ferroviario argentino. Es una de las locomotoras más antiguas del país, y desde los 80´ bajo la custodia, restauración y preservación del CDP Lynch del Ferroclub Argentino. 
Su nombre se debe a la palmera yatay, árbol nativo del nordeste argentino, zona donde desempeñó sus funciones. Además, su silueta es la que da origen al logotipo del Ferroclub.

## Historia
Esta locomotora fue adquirida por el Ferrocarril Nordeste Argentino (F.C.N.E.A.) en el año 1888 a la firma Neilson de Escocia para tirar trenes de corta y larga distancia de pasajeros, perteneció a un lote de 32 unidades, que tenían las siguientes características: mecanismo de distribución Stephenson (interno), caldera tipo humo tubular de vapor saturado con 145 tubos chicos de 44,45 mm de diámetro, presión 9.48 kg/cm², superficie de calefacción 70,72 m², dos cilindros de 35,6 cm de diámetro y válvulas planas, poder de tracción al gancho de 4849 kgm, la capacidad del ténder es de 6300 L de agua y 4500 kg de carbón o leña, peso total en vacío 38.405 kg y en servicio 53.442 kg .
Con el paso del tiempo, varias unidades tuvieron una serie de modificaciones, como ser la colocación de una caldera con hogar del tipo “Belpaire” (con mayor superficie de calefacción), se adoptó un lubricador hidrostático tipo “Detroit”, también se le incorporó un generador eléctrico a vapor de 24 Vcc para la iluminación de la casilla y luz de cabecera.
Toda la serie tenía nombres propios y a cinco de ellas se les colocó un pony delantero, una de ellas fue la N°11 Yatay la cual tras más de 90 años de servicio y haber sido radiada marcó un hito histórico.
En septiembre de 1982 arribó a la playa de Lynch del F.C. General Urquiza para ser cedida en custodia al Ferroclub Argentino.
Luego de un arduo trabajo de restauración y llevada al esquema que utilizó en el ferrocarril de capital británico por parte de los socios del club, participó en el año 1983 en la muestra ferroviaria de Retiro, y a partir de allí desarrolló su actividad en manos del Ferroclub llevando el tren histórico, formado por reliquias restauradas posteriormente, a varios rincones de la Mesopotamia en festejos de pueblos como Gualeguaychú, Basavilbaso y Gualeguay, siendo el emblema de la preservación ferroviaria en la Argentina y una de las locomotoras en funcionamiento más antiguas del mundo, realizando los citados eventos y llevando turistas a la campiña bonaerense por varios años.
Para la última semana de agosto del año 2007, el 150 aniversario de los Ferrocarriles Argentinos, la Yatay fue llevada al predio de La Rural en Palermo y fue exhibida junto a un diverso material rodante.

## Actualidad
Desde marzo de 2010 la locomotora se encuentra sometida a una importante reparación de la caldera y accesorios, revisando y reparando todos sus conjuntos.
Se la puede ver en exhibición estática en el CDP Cnel Lynch.
- Datos: Q9023467
- Multimedia: FCNEA 11 “Yatay” / Q9023467